# Benz (Usedom)
Benz es un municipio situado en el distrito de Pomerania Occidental-Greifswald, en el estado federado de Mecklemburgo-Pomerania Occidental (Alemania). Tiene una población estimada, a fines de enero de 2023, de 1117 habitantes.
Forma parte de la mancomunidad de municipios (en alemán, amt) de Usedom-Süd.
Está ubicado en la isla de Usedom.